# Vilartolí
Vilartolí – miejscowość w Hiszpanii, w Katalonii, w prowincji Girona, w comarce Alt Empordà, w gminie Sant Climent Sescebes.
Według danych INE w 2020 roku liczyła 32 mieszkańców – 16 mężczyzn i 16 kobiet. 